# Międzynarodowy Konkurs Fotograficzny „Wszystkie Dzieci Świata"

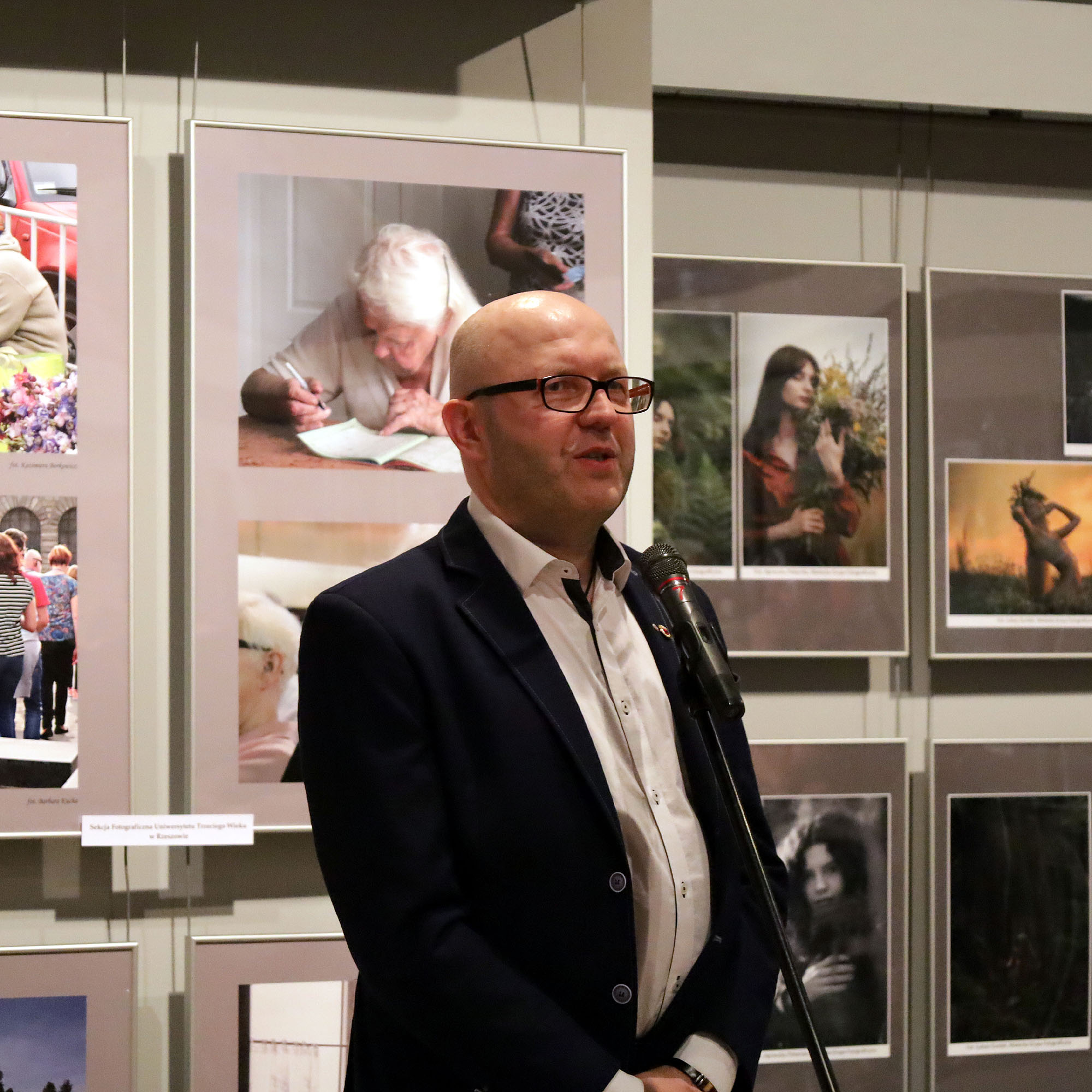
Tomasz Sobczak (jury XIX edycji)

Międzynarodowy Konkurs Fotograficzny „Wszystkie Dzieci Świata" – Międzynarodowy Konkurs Fotograficzny organizowany pod patronatem Międzynarodowej Federacji Sztuki Fotograficznej FIAP, Fotoklubu Rzeczypospolitej Polskiej Stowarzyszenia Twórców oraz Tarnowskiego Towarzystwa Fotograficznego.

## Charakterystyka
Organizatorem konkursu jest Europejskie Centrum Bajki im. Koziołka Matołka w Pacanowie. Tematem konkursu jest przedstawienie życia dziecka we współczesnym świecie. Jednym z celów konkursu jest upowszechnianie i popularyzacja fotografii jako dziedziny sztuki. Dotychczas odbyło się 16 edycji konkursu (od dekady organizowanych przez Centrum Bajki im. Koziołka Matołka w Pacanowie). W poszczególnych edycjach konkursu uczestniczyło po kilkuset autorów z całego świata. 
Pokłosiem współzawodnictwa jest finałowa Gala Konkursowa połączona z prezentacją najlepszych fotografii oraz wręczeniem nagród – m.in. medali (złoty, srebrny, brązowy) i wyróżnień Międzynarodowej Federacji Sztuki Fotograficznej FIAP, medali (złoty, srebrny, brązowy) „Za Fotograficzną Twórczość” Fotoklubu rzeczypospolitej Polskiej Stowarzyszenia Twórców, medali (złoty, srebrny, brązowy) Tarnowskiego Towarzystwa Fotograficznego oraz statuetki Koziołka Matołka. 
W aktualnej XIX edycji konkursu (2025) w pracach jury uczestniczą – Tomasz Sobczak (artysta fotograf, członek rzeczywisty i Artysta Fotoklubu Rzeczypospolitej Polskiej), Kamila Wiśniewska-Hałka (członkini Fotoklubu Rzeczypospolitej Polskiej Stowarzyszenia Twórców), Aleksandra Stachniak (dyrektor Europejskiego Centrum Bajki im. Koziołka Matołka w Pacanowie).
W czasie późniejszym ekspozycja pokonkursowa prezentowana jest w innych miejscowościach Polski.